# Triple crise planétaire
 (août 2024).

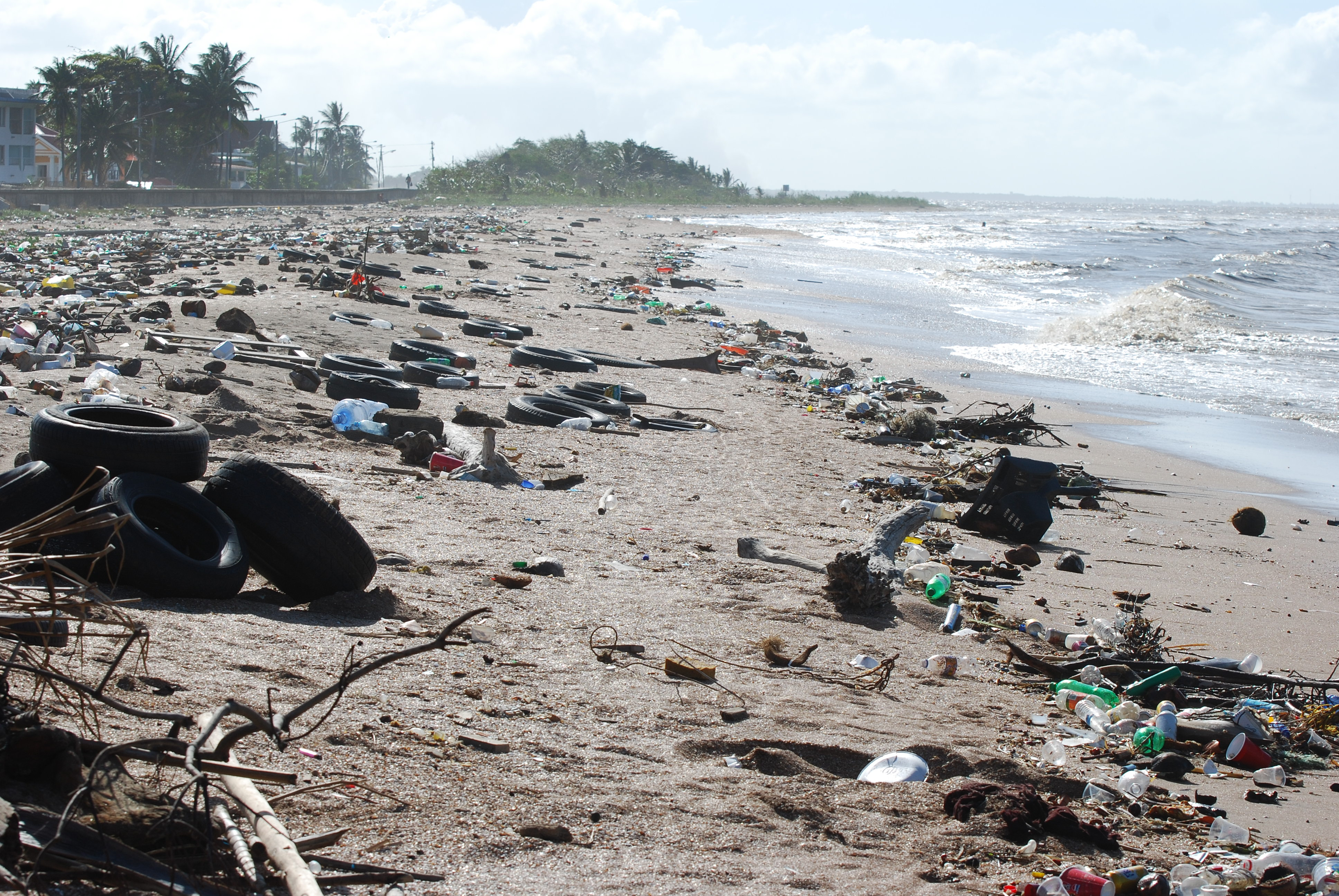
Pollution sur une plage en Guyane.

La triple crise planétaire est un cadre choisi par le système des Nations unies pour traiter trois crises environnementales mondiales concommittantes : pollution, crise climatique, perte de biodiversité et/ou crises écologiques. ,, Ce terme souligne l'interdépendance de ces questions et leur impact potentiel sur les écosystèmes, les sociétés et les économies de la planète.
Les trois crises se combinent en maximisant les risques environnementaux et de pertes économiques. Le cadre est conçu pour répondre à la nécessité d’atténuer et de s’adapter aux défis posés.
Le cadre est similaire à d'autres analyses multidimensionnelles des impacts humains sur l'environnement, y compris le risque de catastrophe mondiale et les limites planétaires. Pour plus d'informations sur les impacts humains sur l'environnement, voir Problèmes environnementaux.

## Le rôle des Nations Unies
Le système des Nations Unies, à travers diverses agences et initiatives, s’efforce de faire face à la crise aux côtés de ses États membres. Actuellement, il s'agit notamment de l'ONU Changement Climatique, de l'ONU Environnement, de l'ONU Biodiversité, de la Convention des Nations Unies sur la lutte contre la désertification et du Haut Commissariat des Nations Unies pour les réfugiés, qui vise à fournir une aide aux réfugiés déplacés par la crise climatique,.

## Articles annexes
- Objectifs de développement durable
- Conservation de la faune
- Politique environnementale
- Programme des Nations Unies pour l'environnement